# Cognaat (verwantschap)
Cognaten zijn bloedverwanten langs moederszijde.
Het is een ouderwets begrip dat niet meer in het huidige recht wordt gebruikt. In het Oudgermaans werden deze verwanten tot de zevende graad ook nagelmagen genoemd, maag betekende 'bloedverwant'. In het huidige Nederlandse erfrecht wordt aangenomen dat na de zesde graad geen sprake meer is van verwantschap.